# Delta del Salum
El delta del Salum o delta de Sine-Salum (Saloum en francés) es un delta fluvial en Senegal en la desembocadura del río Salum desde donde fluye hacia el Océano Atlántico Norte. El delta cubre 180.000 hectáreas y se extiende 72,5 kilómetros a lo largo de la costa y 35 kilómetros hacia el interior.
En 2011, una porción de 145.811 hectáreas del delta fue designada Patrimonio de la Humanidad de la Unesco. El sitio comprende "una red de canales de agua salobre con más de 200 islas e islotes, bosques de manglares, zonas costeras atlánticas y un bosque seco." El parque nacional del Delta del Saloum cubre 76.000 hectáreas del delta.
Algunas de las especies de ave que anidan o pasan el invierno en el área son el charrán real, el flamenco común, la espátula común, el correlimos zarapitín, el vuelvepiedras común y el correlimos chico. Además de ser un valioso terreno de cría para aves, el delta contiene 218 montículos formados por conchas de moluscos y en 28 de ellos se han desenterrado objetos artesanales de sitios funerarios situados en las cercanías de los montículos. Estos elementos han proporcionado un importante conocimiento sobre la historia de la ocupación humana en el área.
La UNESCO inscribió al Delta del Salum como Patrimonio Mundial por "ser importante para la comprensión de las culturas de varios períodos de la ocupación del delta y testigo de la historia del asentamiento humano a lo largo de la costa en el Oeste de África".